# Тарасовка (приток Бурлука)
Тарасовка (устар. Отнога) — река в России, протекает по Котовскому району Волгоградской области. Длина реки составляет 11 км, площадь водосборного бассейна 138 км².
По данным государственного водного реестра России относится к Донскому бассейновому округу, водохозяйственный участок реки — Медведица от впадения реки Терса и до устья, речной подбассейн реки — Дон между впадением Хопра и Северского Донца. Речной бассейн реки — Дон (российская часть бассейна).
На топографической карте 1987 года отмечена под названием Тарасовка. Река Отногая впервые отмечена на карте Стрельбицкого 1871 года издания
Берёт начало из пруда в балке Липовой на высоте около 150 метров над уровнем моря, в районе села Дорошево принимает водоток балки Тарасовка, впадает в реку Бурлук в границах села Мирошники. Устье реки находится в 19 км по левому берегу реки Бурлук. Высота устья — 110 метров над уровнем моря. Основной приток — балка Видного, впадает слева.